# Teufelsbach (Alaunbach)
Der Teufelsbach ist ein linker Zufluss des Alaunbachs in Bonn, Stadtbezirk Beuel. Seine Gesamtlänge beträgt 0,83 Kilometer, sein Einzugsbereich umfasst 0,5 Quadratkilometer.

## Verlauf
Der Bach ist innerhalb der durchflossenen Waldfläche ein mäßig naturnaher Waldbach. Weiter flussabwärts ist er ein grabenartig ausgebautes und begradigtes Fließgewässer entlang von Verkehrswegen und besitzt nur eine schwache Naturnähe. Das Ufer ist stellenweise mit Hochstauden und Gebüsch bewachsen.